# آترگاتیس
آترگاتیس / ɑ:tɛrgɑ:tɪs/، خدای آتش پاک و پسر اهورا مزدا است. او را بیشتر با نام آتر / ɑ:tær/ یا آذر/ ɑ:zær/ می‌شناسند. در دین زرتشتی و حتی پیش-زرتشتی که در ایران رواج داشت، همواره آتش نماد خیر و نیکی و حتی زایش و زندگی بوده است. و ایزد آتش، نگهبان و پاسدار خیر. برای اشاره به نام او از خدا، ایزد، رب‌النوع استفاده می‌شود ولی آترگاتیس، نه خدا و نه فرزند خدا، بلکه آفریدهٔ اوست.

## ریشهٔ نام آترگاتیس
آترگاتیس ترکیبی از سه جزء آ + تر + گاتیس (گات + س) در زبان هندواوپایی است. تِر / tɛr/ به معنی صاعقه و آتر / ɑ:tɛr/ به معنی آتش است. در اساطیر کهن ایرانی، خدای آتش را همان آتـِـر یا آتـَـر یا آذر یا آتش می نامیند. در برخی منابع هم از او با همین نام همراه با پسوند گات (guth بر گرفته از ĝhau هنداروپایی یا havaté سانسکریت) به معنی خدا و به صورت آترگاتیس یاد شده است.

## آترگاتیس در اساطیر ایران
وقتی که اهورا آسمان و آب و زمین و گیاه و گوسفند را آفرید. نوبت به آفرینش انسان پرهیزگار رسید؛ و پس از خلقت انسان، اهورا آتش را آفرید. تا از گوهرهٔ آتش، فر و جلال و شکوه خود را به انسان بدهد.

تا که «آنان» جهانی تازه بنیاد کنند؛ جهانی پیر نشونده، نمردنی، تباهی ناپذیر، ناپژمردنی؛ جهانی همیشه زنده، همیشه بالنده و کامروا. آن هنگام که درگذشتگان دگر باره برخیزند و زندگان، نامیرا شوند؛ پس آنگاه «او» پدیدار شود و گیتی را به آرمان خود تازه کند.

در این زمان و پس از شروع فرمان‌روایی انسان در زمین، اهریمن که منشأ تمام شر و تاریکی در جهان بود، آژی دهاک را به زمین فرستاد، تا فر پادشاهی را از آن خود کند. اهورامزدا نیز که حیلت اهریمن را دید پسرش آترگاتیس را به مقابله با اژی دهاک فرستاد. این اولین نبرد اژی دهاک است که از آن نقلی در اساطیر آمده است.

### نبرد آترگاتیس با آژی دهاک
اژی دهاک و آتر گاتیس برای تصاحب فر پادشاهی با هم جنگیدند و هر یک جنگ جویان و زیردستان خود را بکار بردند تا بر دشمن خود غالب شوند. در آغاز آژی دهاک تهدید به خاموش کردن آتش نیکی کرد. تا دیگر در جهان روشنایی نباشد. پس آترگاتیس از ترس از هم پاشیدن جهان آفریدهٔ اهورا، کمی پا پس کشید. اما اژی دهاک چون این را دید، دوباره برای گرفتن فر پادشاهی اقدام کرد. پس این بار آتر گاتیس، تهدید به آتش زدن آژی دهاک کرد.

اگر (از گرفتن فر پادشاهی) پا پس نکشی، من از پس تو در تو وارد می‌شوم و شعله‌هایم تا آرواره‌های هر سه سرت زبانه خواهد کشید. تا دیگر نتوانی بر زمین اهورا قدم بگذاری.

پس آژی دهاک نیز ترسید و گام عقب برد. در همین حین، فر از میان گریخت و به دریای فراخکرت جست و از دستان آژی دهاک دور ماند. از آن رو که آترگاتیس، ایزد آتش برای حفظ جهان چنین دلاورانه نبرد کرد، در یکی از دعاهای زرتشتی از او به عنوان جنگجوی خوب و دلیر یاد می‌کنند.

## هم عصری آترگاتیس با شاهان ایران
در این که آترگاتیس، ایزد آتش پاک، خود را بر کدام شاه پیشدادی نمایان ساخت، اختلاف نظرهایی است؛ زیرا که اسطوره شناسان، شاهان متعددی را پیش گام کشف و استفاده از آتش دانسته‌اند.

### هوشنگ و آتش
از منظری در اساطیر ایران، کشف آتش را به هوشنگ نسبت داده‌اند. به روایت شاهنامهٔ فردوسی، هوشنگ روزی به کوهستان رفت و ماری عظیم سر راه خود دید. سنگی برداشت و مار را هدف ضربهٔ خود قرار داد. سنگ خطا رفت و به مار نخورد؛ ولی به سنگی دیگر سایید و از این سایش آتشی زبانه کشید و مار گریخت. پس هوشنگ، شروع به نیایش خدای آتش کرد، چون آتش پاک و روشنی آفرین را به او ارزانی داشت. حکیم فردوسی در شاهنامه، مار را چنین وصف کرده:
| پدید آمد از دور چیزی دراز     |  | سیه رنگ و تیره‌تن و تیزتاز |
| دوچشم از بر سر چو دو چشمه خون |  | ز دود دهانش جهان تیره‌گون  |

اژدها گونه ماری، که بر سر راه هوشنگ قرار گرفت؛ ولی به کمک آتش ایزدی، هرچند نمرد، ولی مجبور به فرار شد. این آتش که تا آن زمان نبود، از آن پس مورد پرستش قرار گرفت.

### آفریدون و آتش
از منظر دیگر نیز، برخی برگزاری جشن سده را به آفریدون نسبت داده‌اند. سده، جشن بزرگ داشت آتش است. چنان‌که ابوریحان بیرونی در التفهیم و آثار الباقیه آیین این جشن را، افروختن آتش بر بام دانسته است. فریدون پس از این که در نبردی که شرح آن در شاهنامه‌های منظوم و منثور (به سان شاهنامهٔ فردوسی)، آمده است ضحاک (آژی دهاک) مار دوش را در دماوند به بند درآورد؛ زیرا که توان کشتن او را نداشت. و پس از آن جشن سده را برنهاد تا ستایش آتش و ایزد آتش را به جای آورد.

### جمشید و آتش
بعضی نیز به روایت اوستا از جمشید اشاره می‌کنند. گفته‌اند چون جمشید بر خویش غره شد، هر سه فر پادشاهی از او جدا شدند. پس از آن سه آتش مقدس فرنبغ، گشنسب و برزین مهر، به کمک انسان شتافتند. آتش فرنبغ، فر پادشاهی را از دست ضحاک رهایی داد. آتش برزین مهر، جهان را تا آمدن گشتاسب، حامی زرتشت، حفاظت کرد؛ و آتش گشنسب، جهان را تا دوران خسرو، شاه بزرگ کیانی حفظ کرده است. در این واقعه نیز آتش اول، همان کاری را کرده، که آترگاتیس کرده است.
پس چنین می‌نماید، که گویی آترگاتیس، خدایی خویش را در عصر یکی از این پادشاهان، بر جهان نمایان ساخت.